# تشارلي هيتون
تشارلي هيتون هو ممثل وموسيقي إنجليزي ولد في مدينة ليدز في 6 فبراير 1994.